# Új-Dél-Wales közigazgatási egységei

Új-Dél-Wales szövetségi állam alapfokú önkormányzatai

Új-Dél-Wales szövetségi állam Ausztrália keleti részén, Victoria szövetségi államtól északra, Queensland szövetségi államtól délre, Dél-Ausztráliától keletre helyezkedik el. A szövetségi állam székhelye és egyben legnépesebb települése Sydney.
Új-Dél-Wales szövetségi állam 17 régióra bontható, melyek a következők:
- Blue mountains régió
- Central Coast régió
- Central West régió
- Far West régió
- Hunter régió
- Illawarra régió
- MacArthur régió
- Metropolitan Sydney régió
- Mid North Coast régió
- Monaro régió
- New England régió
- Northern Rivers régió
- North West Slopes régió
- Orana régió
- Riverina régió
- Southern Tablelands régió
- South West Slopes régió

## Új-Dél-Wales szövetségi állam közigazgatási egységei
A települések neve mellett zárójelben az adott település irányítószáma található.

### Albury városa
Albury városa Riverina régióban fekszik.
Külvárosai:
- Bowna (2644)
- Ettamogah
- Forest Hill (2651)
- Lavington (2641)
- Splitters Creek
- Table Top (2640)
- Thurgoona (2640)
- Wirlinga

### Armidale Dumaresq kistérség települései
Armidale Dumaresq kistérség New England régióban fekszik.
- Armidale, kistérségi székhely (2350)
- Dangarsleigh
- Hillgrove (2350)
- Kelly Plains
- Wollomombi (2350)

### Ashfield kerület települései
Ashfield kerület Metropolitan Sydney régióban fekszik.
- Ashfield, székhely (2131)
- Dobroyd Point
- Haberfield (2045)
- Summer Hill

Ashfield kerület részei még:
- Ashbury (2193)
- Croydon (2132)
- Hurlstone Park (2193)
- Croydon Park (2133)

### Auburn kistérség települései
Auburn kistérség Metropolitan Sydney régióban fekszik.
- Auburn, kistérségi székhely (2144)
- Auburn North
- Auburn South
- Auburn West
- Berala (2141)
- Homebush Bay (2127)
- Lidcombe (2141)
- Lidcombe North (2141)
- Newington (2127)
- Regents Park (2143)
- Rookwood
- Wentworth Point
- Silverwater (2128)

### Balranald kistérség települései
Balranald kistérség Riverina régióban fekszik.
- Balranald, kistérségi székhely (2715)
- Clare
- Euston (2737)
- Hatfield (2715)
- Kyalite (2734)
- Oxley (2711)
- Penarie

### Bankstown városa
Bankstown városa Metropolitan Sydney régióban fekszik.
- Bankstown, kistérségi székhely (2200)
- Bankstown Aerodrome
- Bass Hill (2197)
- Birrong (2143)
- Chester Hill (2162)
- Chullora (2190)
- Condell Park (2200)
- East Hills (2213)
- Georges Hall (2198)
- Greenacre (2190)
- Lansdowne (2163)
- Leightonfield
- Manahan (2200)
- Milperra (2214)
- Mount Lewis (2190)(2200)
- One Tree Point
- Padstow (2211)
- Padstow Heights (2211)
- Panania (2213)
- Picnic Point (2213)
- Potts Hill (2143)
- Punchbowl (2196)
- Revesby (2212)
- Revesby Heights (2212)
- Sefton (2162)
- Villawood (2163)
- Yagoona (2199)

### Bathurst kistérség települései
Bathurst kistérség Central West régióban fekszik.
- Bathurst, kistérségi székhely (2795)
- Kelso (2795)
- Raglan (2795)
- Eglinton (2795)
- Perthville (2795)
- Rockley (2795)
- Georges Plains
- Trunkey Creek (2795)
- Brewongle (2795)
- Vittoria (2799)
- Peel (2795)
- Wattle Flat (2795)
- Sofala (2795)
- Hill End (2850)
- Meadow Flat (2795)

### Bega Valley kistérség települései
Bega Valley kistérség South Coast régióban fekszik.
- Bega, kistérségi székhely (2550)
- Tathra (2550)
- Merimbula (2548)
- Tura Beach (2548)
- Wolumla (2550)
- Cobargo (2550)
- Bemboka (2550)
- Pambula (2549)
- Pambula Beach
- Towamba (2550)
- Eden (2551)
- Sapphire Coast

### Bellingan kistérség települései
Bellingan kistérség Mid North Coast régióban fekszik.
- Bellingen, kistérségi székhely (2454)
- Bostobrick (2453)
- Brierfield
- Cascade
- Darkwood
- Deer Vale
- Dorrigo (2453)
- Fernmount 82454)
- Gleniffer
- Hydes Creek
- Leigh
- Megan (2453)
- Mylestom (2454)
- Orama
- Raleigh (2454)
- Repton (2454)
- Tarkeeth
- Thora (2454)
- Urunga (2455)
- Valery

### Berrigan kistérség települései
Berrigan kistérség Riverina régióban fekszik.
- Barooga
- Berrigan, kistérségi székhely
- Finley
- Tocumwal

### Blacktown városa
Blacktown Metropolitan Sydney régióban helyezkedik el.
Sydney külvárosai:
- Acacia Gardens
- Arndell Park
- Bidwill
- Blackett
- Blacktown, kistérségi székhely
- Colebee
- Dean Park
- Dharruk
- Doonside
- Eastern Creek
- Emerton
- Glendenning
- Glenwood
- Hassall Grove
- Hebersham
- Huntingwood
- Kellyville Ridge
- Kings Langley
- Kings Park
- Lalor Park
- Lethbridge Park
- Marayong
- Marsden Park
- Minchinbury
- Mount Druitt
- Oakhurst
- Parklea
- Plumpton
- Prospect
- Quakers Hill
- Riverstone
- Ropes Crossing
- Rouse Hill
- Rooty Hill
- Schofields
- Seven Hills
- Shalvey
- Shanes Park
- Stanhope Gardens
- The Ponds
- Toongabbie
- Tregear
- Vineyard
- Whalan
- Willmot
- Woodcroft

### Bland kistérség települései
Bland kistérség Central West régióban fekszik.
- Barmedman
- Mirrool
- Tallimba
- Ungarie
- Weethalle
- West Wyalong, kistérségi székhely
- Wyalong

### Blayney kistérség települései
Blayney kistérség Central West régióban található.
- Barry
- Blayney, kistérségi székhely
- Carcoar
- Lyndhurst
- Mandurama
- Millthorpe
- Neville
- Newbridge

### Blue Mountains kistérség települései
Blue Mountains kistérség Blue Mountains régióban fekszik.
- Emu Plains
- Lithgow
- Springwood
- Katoomba
- Lapstone
- Glenbrook
- Blaxland
- Mount Riverview
- Warrimoo
- Sun Valley
- Valley Heights
- Springwood
- Winmalee
- Yellow Rock
- Faulconbridge
- Linden
- Woodford
- Hazelbrook
- Lawson
- Bullaburra
- Wentworth Falls
- Leura
- Katoomba, kistérségi székhely
- Medlow Bath
- Blackheath
- Mount Victoria
- Bell

### Bogan kistérség települései
Bogan kistérség Orana régióban fekszik.
- Nyngan

### Bombala kistérség települései
Bombala kistérség Monaro régióban fekszik.
- Bibbenluke
- Bombala, kistérségi székhely
- Cathcart
- Delegate

### Boorowa kistérség települései
Boorowa kistérség South West Slopes, Southwest Tablelands régiókban fekszik.
- Boorowa, kistérségi székhely
- Frogmore
- Reids Flat
- Rugby
- Rye Park

### Botany Bay városa
Botany Bay városa Metropolitan Sydney régióban fekszik.
- Banksmeadow
- Botany
- Daceyville
- Eastgardens
- Eastlakes
- Hillsdale
- Mascot, székhely
- Pagewood Rosebery

### Bourke kistérség települései
Bourke kistérség Orana régióban fekszik.
- Bourke kistérségi székhely
- Byrock
- Enngonia
- Fords Bridge
- Louth
- Wanaaring

### Brewarrina kistérség települései
Brewarrina kistérség Orana régióban fekszik.
- Angledool
- Brewarrina, kistérségi székhely
- Gongolgon
- Goodooga
- Tarcoon

### Broken Hill városa
Broken Hill városa Far West régióban fekszik.
- Broken Hill

### Burwood kistérség települései
Burwood kistérség Metropolitan Sydney régióban fekszik.
- Burwood, kistérségi székhely
- Burwood Heights
- Enfield
- Enfield South

Egyéb települések részei is ide tartoznak:
- Croydon (shared with Ashfield Council)
- Croydon Park (shared with the City of Canterbury and Ashfield Council)
- Strathfield (shared with the City of Canada Bay and Strathfield Council)

### Cabonne kistérség települései
Cabonne kistérség Central West régióban fekszik.
- Molong, kistérségi székhely
- Borenore
- Canowindra
- Cargo
- Cudal
- Cumnock
- Eugowra
- Manildra
- Mullion Creek
- Nashdale
- Yeoval

### Campbelltown kerület
Campbelltown kerület Metropolitan Sydney régióban fekszik.
- Airds
- Ambarvale
- Blair Athol
- Blairmount
- Bow Bowing
- Bradbury
- Campbelltown, kistérségi székhely
- Claymore
- Denham Court
- Eagle Vale
- Englorie Park
- Eschol Park
- Gilead
- Glen Alpine
- Glenfield
- Ingleburn
- Kearns
- Kentlyn
- Leumeah
- Long Point
- Macquarie Fields
- Macquarie Links
- Menangle Park
- Minto
- Minto Heights
- Raby
- Rosemeadow
- Ruse
- St Andrews
- St Helens Park
- Varroville
- Wedderburn
- Woodbine

### Camden kerület külvárosai
Camden kerület Metropolitan Sydney régióban fekszik.
- Bickley Vale
- Camden, kistérségi székhely
- Camden South
- Catherine Field
- Cobbitty
- Currans Hill
- Elderslie
- Ellis Lane
- Grasmere
- Harrington Park
- Kirkham
- Leppington
- Mount Annan
- Narellan
- Narellan Vale
- Oran Park
- Smeaton Grange
- Spring Farm

### Canada Bay városa
Canada Bay városa Metropolitan Sydney régióban fekszik.
- Abbotsford
- Breakfast Point
- Cabarita
- Canada Bay
- Chiswick
- Concord
- Concord West
- Drummoyne, székhely
- Five Dock
- Liberty Grove
- Mortlake
- North Strathfield
- Rhodes
- Rodd Point
- Russell Lea
- Strathfield (Most of the suburb lies within the Municipality of Strathfield)
- Wareemba

Canada Bay körüli települések:
- Birkenhead Point
- Concord Repatriation General Hospital

### Canterbury városa
Canterbury városa Metropolitan Sydney régióban fekszik.
- Ashbury
- Belfield
- Belmore
- Beverly Hills
- Campsie, székhely
- Canterbury
- Clemton Park
- Croydon Park
- Earlwood
- Hurlstone Park
- Kingsgrove
- Lakemba
- Narwee
- Punchbowl
- Riverwood
- Roselands
- Undercliffe
- Wiley Park

Canterbury városa körüli települések:
- Harcourt
- McCallums Hill

### Carrathool kistérség települései
Carrathool kistérség Riverina régióban fekszik.
- Carrathool
- Goolgowi, kistérségi székhely
- Hillston
- Merriwagga
- Rankins Springs

### Central Darling kistérség települései
Central Darling kistérség Far West régióban fekszik.
- Ivanhoe
- Menindee
- Wilcannia, kistérségi székhely
- White Cliffs

### Cessnock városa
Cessnock városa Hunter régióban fekszik.
- Abermain
- Bellbird
- Cessnock, kistérségi székhely
- Branxton
- Ellalong
- Greta
- Kearsley
- Kitchener
- Kurri Kurri
- Millfield
- Mullbring
- Neath
- Paxton
- Pelaw Main
- Weston
- Wollombi

### Clarence Valley kistérség települései
Clarence Valley kistérség Northern Rivers régióban fekszik.
- Grafton, kistérségi székhely
- Alumy Creek
- Carrs Creek
- Carrs Island
- Grafton
- Great Marlow
- Junction Hill
- Koolkhan
- Mountain View
- Rushforth
- South Grafton
- Southampton
- Trenayr
- Waterview
- Waterview Heights
- Lower Clarence
- Angourie
- Calliope
- Chatsworth
- Coldstream
- Cowper
- Gilletts Ridge
- Gulmarrad
- Harwood
- Iluka
- Lawrence
- Maclean
- Mororo
- Palmers Channel
- Palmers Island
- Shark Creek
- South Arm
- Southgate
- Swan Creek
- Tucabia
- Tyndale
- Ulmarra
- Wooloweyah
- Woombah
- Yamba
- Rural Banyabba
- Billys Creek
- Brooms Head
- Clouds Creek
- Coaldale
- Copmanhurst
- Coutts Crossing
- Diggers Camp
- Eatonsville
- Glenferneigh
- Glenreagh
- Gurranang
- Kungala
- Lanitza
- Minnie Water
- Nymboida
- Sandon
- Seelands
- Stockyard Creek
- Tullymorgan
- Wooli
- Woombah

### Cobar kistérség települései
Cobar kistérség Orana régióban fekszik.
- Barrier Highway
- Cobar, kistérségi székhely
- Eubalong
- Eubalong West
- Kidman Way
- Mount Hope
- Nymagee

### Coffs Harbour városa
Coffs Harbour városa Mid North Coast régióban fekszik.
- Coffs Harbour, kistérségi székhely

Környező települések:
- Arrawarra
- Boambee
- Boambee East
- Bonville
- Brooklana
- Bucca
- Coramba
- Corindi
- Corindi Beach
- Crossmaglen
- Emerald Beach
- Karangi
- Korora
- Lowanna
- Moonee Beach
- Nana Glen
- Red Rock
- Sandy Beach
- Boambee
- Sawtell
- Timmsvale
- Toormina
- Ulong
- Upper Corindi
- Upper Orara
- Woolgoolga

### Congaroo kistérség települései
Congaroo kistérség Riverina régióban fekszik.
- Blighty
- Booroorban
- Congaroo, kistérségi székhely
- Mayrung
- Pretty Pine
- Wanganella

### Coolamon kistérség települései
Coolamon kistérség Riverina régióban fekszik.
- Ardlethan
- Beckom
- Coolamon, kistérségi székhely
- Ganmain
- Marrar
- Matong
- Mirool

### Cooma-Monaro kistérség települései
Cooma-Monaro kistérség Monaro régióban fekszik.
- Bredbo
- Contegany
- Cooma, kistérségi székhely
- Jerangle
- Michelangelo
- Nimmitabel
- Numeralla
- Peak View
- Rock Flat
- Shannons Flat
- Yaouk

### Coonamble kistérség települései
Coonamble kistérség Orana régióban fekszik.
- Coonamble, kistérségi székhely
- Gulargambone
- Quambone

### Cootamundra kistérség települései
Cootamundra kistérség South West Slopes régióban fekszik.
- Brawlin
- Cootamundra, kistérségi székhely
- Stockinbingal
- Wallendbeen

### Corowa kistérség települései
Corowa kistérség Riveria régióban fekszik.
- Balldale
- Coreen
- Corowa, kistérségi székhely
- Daysdale
- Howlong
- Mulwala

### Cowra kistérség települései
Cowra kistérség Central West régióban fekszik.
- Billimari
- Cowra, kistérségi székhely
- Darbys Falls
- Morongla
- Woodstock
- Gooloogong
- Noonbinna
- Wyangala
- Wattamondara

### Dubboo kistérség települései
Dubboo kistérség Orana régióban fekszik.
- Brocklehurst
- Dubboo, kistérségi székhely
- Eumungerie
- Mogriguy
- Rawsonville
- Toongi
- Wongarbon

### Dungog kistérség települései
Dungog kistérség Hunter Valley régióban fekszik.
- Clarence Town
- Dungog, kistérségi székhely
- Gresford
- Martins Creek
- Vacy

### Eurobodalla kistérség települései
Eurobodalla kistérség South Coast régióban fekszik.
- Batemans Bay
- Moruya, kistérségi székhely
- Durras
- Nelligen
- Mogo
- Malua Bay
- Broulee
- Mossy Point
- Rosedale
- Bodalla
- Potato Point
- Nerrigundah
- Mystery Bay
- Central Tilba
- Wallaga Lake
- Koori Village

### Fairfield városa
Fairfield városa Metropolitan Sydney régióban fekszik.
- Abbotsbury
- Bonnyrigg
- Bonnyrigg Heights
- Bossley Park
- Cabramatta
- Cabramatta West
- Canley Heights
- Canley Vale
- Carramar
- Cecil Park
- Edensor Park
- Fairfield
- Fairfield East
- Fairfield Heights
- Fairfield West
- Greenfield Park
- Horsley Park
- Lansvale
- Mount Pritchard
- Old Guildford
- Prairiewood
- Smithfield
- St Johns Park
- Villawood
- Wakeley, kistérségi székhely
- Wetherill Park
- Yennora

### Forbes kistérség települései
Forbes kistérség Central West régióban fekszik.
- Bedgerebong
- Bundbarrah
- Corradgery
- Daroobalgie
- Eugowra
- Forbes, kistérségi székhely
- Ooma North
- Paytens Bridge

### Gilgandra kistérség települései
Gilgandra kistérség Orana régióban fekszik.
- Balladoran
- Curban
- Gilgandra, kistérségi székhely

### Glenn Innes Severn kistérség települései
Glenn Innes Severn kistérség New England régióban fekszik.
- Deepwater
- Emmaville
- Glencoe
- Glen Innes, kistérségi székhely
- Red Range
- Stonehenge
- Wellingrove

### Glouchester kistérség települései
Glouchester kistérség Mid North Coast régióban fekszik.
- Barrington
- Copeland
- Craven
- Glouchester, kistérségi székhely
- Stratford

### Gosford városa
Gosford városa Central Coast régióban fekszik.
- Avoca Beach
- Erina
- Forresters Beach
- Gosford, kistérségi székhely
- Hawkesbury River
- Killcare
- Kincumber
- MacMasters Beach
- Terrigal
- Woy Woy
- Wyoming
- Umina

### Goulburn Mulwaree kistérség települései
Goulburn Mulwaree kistérség Southern Tablelands régióban fekszik.
- Bungonia
- Goulburn, kistérségi székhely
- Lake Bathurst
- Marulan
- Tallong
- Tarago
- Towrang
- Windellama

### Greater Hume kistérség települései
Greater Hume kistérség Riverina régióban fekszik.
- Brocklesby
- Bungowannah
- Burrumbuttock
- Culcairn
- Georgery
- Georgery West
- Henty
- Holbrook, kistérségi székhely
- Jidera
- Morven
- Walbundrie
- Walla Walla

### Greater Taree kistérség települései
Greater Taree kistérség Mid North Coast régióban fekszik.
- Taree, kistérségi székhely
- Bobin
- Bohnock
- Brinawa
- Cedar Party
- Coopernook
- Coralville
- Croki
- Crowdy Head
- Cundletown
- Dumaresq Island
- Dyers Crossing
- Elands
- Ghinni Ghinni
- Glenwarrin
- Hallidays Point
- Hannam Vale
- Harrington
- Johns River
- Jones Island
- Kippax
- Kolodong
- Koorainghat
- Krambach
- Langley Vale
- Lansdowne
- Manning Point
- Marlee
- Mitchells Island
- Mooral Creek
- Moorland
- Nabiac
- Old Bar
- Oxley Island
- Pampoolah
- Possum Brush
- Rawson River
- Rocks Crossing
- Stewarts River
- Tinonee
- Waitui
- Wallabi Point
- Wherrol Flat
- Wingham

### Great Lakes kistérség települései
Great Lakes kistérség Mid North Coast régióban fekszik.
- Forster, kistérségi székhely
- Tuncurry
- Bulahdelah
- Boolambayte
- Booral
- Bundabah
- Bungwahl
- Burraduc
- Coolongolook
- Crawford River
- Failford
- Girvan
- Hawks Nest
- Limeburners Creek
- Markwell
- Minimbah
- Nabiac
- Pacific Palms
- Pindimar
- Rosenthal
- Smiths Lake
- Stroud Road
- Stroud
- Tea Gardens
- Topi Topi
- Upper Myall
- Wang Wauk
- Wootton

### Griffith kistérség települései
Griffith kistérség Riverina régióban fekszik.
- Beelbangera
- Bilbul
- Collina
- Griffith, kistérségi székhely
- Hanwood
- Lake Wyangan
- Mayfair
- Murrumbidgee Estate
- North Griffith
- Tharbogang
- Warburn
- Widgelli
- Willbriggie
- Yenda
- Yoogali

### Gundagai kistérség települései
Gundagai kistérség Riverina régióban fekszik.
- Coolac
- Gundagai, kistérségi székhely
- Muttama
- Nangus
- Tumblong

### Guyra kistérség települései
Guyra kistérség New England régióban fekszik.
- Ben Lomond
- Black Mountain
- Ebor
- Guyra, kistérségi székhely
- Llangothlin
- Tingha

### Gwydir kistérség települései
Gwydir kistérség New England régióban fekszik.
- Warialda
- Bingara, kistérségi székhely
- Bangheet
- Caroda
- Cobbadah
- Coolatai
- Copeton
- Crooble
- Croppa Creek
- Dinoga
- Elcombe
- Gineroi
- Gravesend
- Gulf Creek
- Gundamulda
- Myall Creek
- North Star
- Pallal
- Riverview
- Upper Bingara
- Upper Horton
- Warialda Rail
- Yagobe
- Yallaroi

### Harden kistérség települései
Harden kistérség South West Slopes régióban fekszik.
- Harden, kistérségi székhely
- Murrumburrah
- Galong
- Jugiong
- Wombat
- Kingsvale

### Hawkesbury kistérség települései
Hawkesbury kistérség Metropolitan Sydney, Outer Sydney régióban fekszik.
- Bucketty
- Windsor, kistérségi székhely

### Hay kistérség települései
Hay kistérség Riverina régióban fekszik.
- Booligal
- Hay, kistérségi székhely
- Maude

### Hornsby kistérség települései
Hornsby kistérség Metropolitan Sydney régióban helyezkedik el.
- Asquith
- Beecroft
- Berowra
- Berowra Heights
- Berowra Waters
- Carlingford
- Castle Hill
- Cheltenham
- Cherrybrook
- Epping
- Hornsby, kistérségi székhely
- Hornsby Heights
- Mount Colah
- Mount Kuring-gai
- Normanhurst
- North Epping
- Pennant Hills
- Thornleigh
- Wahroonga
- Waitara
- Westleigh
- West Pennant Hills
- Hookhams Corner
- Roselea
- Round Corner
- Thompsons Corner

Városok és egyéb lakott települések Hornsby kistérségben:
- Arcadia
- Berrilee
- Bobbin Head
- Brooklyn
- Canoelands
- Cowan
- Dangar Island
- Dural
- Fiddletown
- Fishermans Point
- Forest Glen
- Galston
- Glenhaven
- Glenorie
- Laughtondale
- Maroota
- Middle Dural
- Milsons Passage
- Singletons Mill
- Wisemans Ferry

### Hunter's Hill kistérség települései
Hunter's Hill kistérség Metropolitan Sydney régióban fekszik.
- Hunters Hill, kistérségi székhely
- Woolwich
- Henley
- Huntleys Cove
- Huntleys Point
- Gladesville (part)
- Clarkes Point Reserve
- Kelly's Bush
- Pulpit Point
- Figtree
- Boronia Park Reserve
- Buffalo Creek Reserve
- Weil Park

### Hurtsville városa
Hurtsville városa Metropolitan Sydney régióban fekszik.
Sydney külvárosai:
- Beverly Hills
- Hurstville, székhely
- Kingsgrove
- Lugarno
- Mortdale
- Narwee
- Oatley
- Peakhurst
- Peakhurst Heights
- Penshurst
- Riverwood
- Roselands

Hurstville City körüli kisebb közigazgatási egységek:
- Boggywell Creek
- Edith Bay
- Gertrude Point
- Gungah Bay
- Westfield Hurstville
- Hurstville Bay
- Jew Fish Bay
- Jew Fish Point
- Kingsway
- Lime Kiln Bay
- Lime Kiln Head
- Oatley West
- Soilybottom Point

### Inverell kistérség települései
Inverell kistérség North West Slopes régióban fekszik.
- Ashford
- Bonshaw
- Bukkulla
- Delungra
- Elsmore
- Gilgai
- Graman
- Inverell, kistérségi székhely
- Mount Russell
- Oakwood
- Stannifer
- Wallangra
- Yetman

### Jerilderie kistérség települései
Jerilderie kistérség Riverina régióban fekszik.
- Jerilderie

### Junee kistérség települései
Junee kistérség South West Slopes régióban fekszik.
- Bethungra
- Dirnaseer
- Harefield
- Illabo
- Junee, kistérségi székhely
- Junee Reefs
- Old Junee
- Wantabagery

### Kempsey kistérség települései
Kempsey kistérség Mid North Coast régióban fekszik.
- Kempsey, kistérségi székhely
- East Kempsey
- South Kempsey
- West Kempsey
- Aldavilla
- Arakoon
- Bellbrook
- Bellimbopinni
- Belmore River
- Burnt Bridge
- Carcolla
- Clybucca
- Collombatti
- Collombatti Rail
- Comara
- Crescent Head
- Dondingalong
- Euroka
- Frederickton
- Gladstone
- Hat Head
- Jerseyville
- Kinchela
- Kundabung
- Millbank
- Mungay Creek
- New Entrance
- Nulla Nulla
- Oceanside
- Rainbow Beach
- Sherwood
- Smithtown
- South West Rocks
- Stuarts Point
- Turners Flat
- Warbro
- Willawarrin
- Yarrahapinni
- Yarravel

### Kiama kistérség települései
Kiama kistérség Illawarra régióban fekszik.
- Bombo
- Gerringong
- Gerroa
- Jamberoo
- Kiama, kistérségi székhely
- Minnamurra

### Kogarah kistérség települései
Kogarah kistérség Metropolitan Sydney régióban fekszik.
- Allawah
- Beverley Park
- Blakehurst
- Carlton
- Carss Park
- Connells Point
- Hurstville
- Hurstville Grove
- Kogarah, kistérségi székhely
- Kogarah Bay
- Kyle Bay
- Mortdale
- Oatley
- Penshurst
- Sans Souci
- South Hurstville

Kogarah City körüli kisebb települések:
- Bald Face
- Carss Point
- Connells Bay
- Harness Cask Point
- Neverfail Bay
- Oatley Bay
- Shipwright Bay
- Tom Uglys Point

### Ku-ring-gai kistérség települései
Ku-ring-gai kistérség Metropolitan Sydney régióban fekszik.
- Gordon, kistérségi székhely
- East Gordon
- East Killara
- East Lindfield
- East Roseville
- East Wahroonga
- Gordon
- Killara
- Lindfield
- North Turramurra
- North St Ives
- North Wahroonga
- Pymble
- Roseville
- Roseville Chase
- South Turramurra
- St Ives
- St Ives Chase
- Turramurra
- Wahroonga
- Warrawee
- West Killara
- West Lindfield
- West Pymble

### Kyogle kistérség települései
Kyogle kistérség Northern Rivers régióban fekszik.
- Kyogle, kistérségi székhely
- Bonalbo
- Tabulam
- Woodenbong
- Afterlee
- Barkers Vale
- Bottle Creek
- Bundgeam
- Capeen
- Cawongla
- Collins Creek
- Cougal
- Ettrick
- Findon Creek
- Green Pigeon
- Grevillia
- Homeleigh
- Horseshoe Creek
- Iron Pot Creek
- Loadstone
- Lynchs Creek
- Mallanganee
- Mount Lion
- Mummulgum
- Old Bonalbo
- Rukenvale
- The Risk
- Theresa Creek
- Tooloom
- Toonumbar
- Tunglebung
- Upper Horseshoe Creek
- Wadeville
- Wiangaree
- Woolners Arm

### Lachlan kistérség települései
Lachlan kistérség Central West régióban fekszik.
- Albert
- Burcher
- Condobolin, kistérségi székhely
- Fifield
- Lake Cargelligo
- Tottenham
- Tullibigeal

### Lake Macquarie kistérség települései
Lake Macquarie kistérség Hunter Valley régióban fekszik.
- Belmont
- Boolaroo
- Booragul
- Cardiff
- Charlestown
- Eleebana
- Glendale
- Morisset
- Speers Point, kistérségi székhely
- Swansea
- Toronto
- Valentine
- Warners Bay

### Lane Cove kerület külvárosai
Lane Cove kerület Metropolitan Sydney régióban fekszik.
Sydney külvárosai:
- Greenwich
- Lane Cove, székhely
- Lane Cove North
- Lane Cove West
- Linley Point
- Longueville
- Northwood
- Riverview
- St Leonards

Települések a kerületben:
- Blaxlands Corner
- Gore Hill
- Osborne Park

### Leichardt kistérség települései
Leichardt kistérség Metropolitan Sydney régióban fekszik.
- Annandale
- Balmain
- Balmain East
- Birchgrove
- Cockatoo Island
- Leichhardt, kistérségi székhely
- Lilyfield
- Rozelle

### Lismore kistérség települései
Lismore kistérség Northern Rivers régióban fekszik.
- Lismore
- Chilcotts Grass
- East Lismore
- Girards Hill
- Goonellabah, kistérségi székhely
- Howards Grass
- Lismore
- Lismore Heights
- Loftville
- South Lismore
- Woodburn
- Nimbin
- Bentley
- Bexhill
- Blakebrook
- Blue Knob
- Booerie Creek
- Broadwater
- Buckendoon
- Caniaba
- Clunes
- Coffee Camp
- Corndale
- Dorroughby
- Dungarubba
- Dunoon
- East Coraki
- Eltham
- Georgica
- Goolmangar
- Gundurimba
- Jiggi
- Keerrong
- Koonorigan
- Larnook
- Leycester
- Lillian Rock
- Lindendale
- McKees Hill
- Modanville
- Monaltrie
- Numulgi
- Pearces Creek
- Richmond Hill
- Rock Valley
- Rosebank
- Ruthven
- South Gundurimba
- Terania Creek
- The Channon
- Tregeagle
- Tucki Tucki
- Tuckurimba
- Tullera
- Tuncester
- Tuntable Creek
- Whian Whian
- Woodburn
- Wyrallah
- Yeagerton

### Lithgow kistérség települései
Lithgow kistérség Central West régióban fekszik.
- Lithgow, kistérségi székhely
- Bowenfels
- Wallerawang
- Marrangaroo
- Portland
- Cullen Bullen
- Ben Bullen
- Capertee
- Newnes
- Glen Davis
- Glen Alice
- Hartley
- Hampton
- Sodwalls
- Tarana
- Rydal
- Meadow Flats
- Hillcrest

### Liverpool kistéerség települései
Liverpool kistérség Metropolitan Sydney régióban fekszik.
- Ashcroft
- Austral
- Badgerys Creek (shared with Penrith)
- Bringelly (shared with Camden)
- Busby
- Carnes Hill
- Cartwright
- Casula
- Cecil Hills
- Cecil Park (shared with Fairfield)
- Chipping Norton
- Denham Court (shared with Campbelltown)
- Edmondson Park
- Green Valley
- Greendale
- Hammondville
- Heckenberg
- Hinchinbrook
- Holsworthy
- Horningsea Park
- Hoxton Park
- Kemps Creek (shared with Penrith)
- Leppington (shared with Camden)
- Liverpool, kistérségi székhely
- Luddenham (shared with Penrith)
- Lurnea
- Middleton Grange
- Miller
- Moorebank
- Pleasure Point
- Prestons
- Rossmore (shared with Camden)
- Sadleir
- Voyager Point
- Wallacia (shared with Penrith and Wollondilly)
- Warwick Farm
- Wattle Grove
- West Hoxton

### Liverpool Plains kistérség települései
Liverpool Plains kistérség North West Slopes régióban fekszik.
- Quirindi, kistérségi székhely
- Ardglen
- Blackville
- Caroona
- Currabubula
- Premer
- Spring Ridge
- Wallabadah
- Werris Creek
- Willow Tree

### Lockhart kistérség települései
Lockhart kistérség Riverina régióban fekszik.
- Lockhart, kistérségi székhely
- Milbrulong
- Pleasant Hills
- The Rock
- Yerong Creek

### Maitland kistérség települései
Maitland kistérség Hunter Valley régióban fekszik.
- Maitland

### Manly kistérség települései
Manly kistérség Metropolitan Sydney régióban fekszik.
- Balgowlah
- Balgowlah Heights
- Clontarf
- Fairlight
- Manly, kistérségi székhely
- Seaforth

### Marrickville kistérség települései
Marrickville kistérség Metropolitan Sydney kistérségben fekszik.
- Dulwich Hill
- Enmore
- Lewisham
- Marrickville
- Petersham, székhely
- St Peters
- Stanmore
- Sydenham
- Tempe
- Camperdown
- Newtown

### Mid Western kistérség települései
Mid Western kistérség Central West régióban fekszik.
- Bylong
- Gulgong
- Ilford
- Kandos
- Mudgee, kistérségi székhely
- Rylstone

### Moree Plains kistérség települései
Moree Plains kistérség North West Slopes régióban fekszik.
- Ashley
- Boggabilla
- Boomi
- Garah
- Gurley
- Moree, kistérségi székhely
- Mungindi
- Pallamallawa
- Weemelah

### Mosman kerület települései
Mosman kerület Metropolitan Sydney régióban fekszik.
- Balmoral
- Beauty Point
- Clifton Gardens
- Georges Heights
- Spit Junction
- The Spit
- Middle Head
- Mosman, székhely
- Taronga Zoo
- Balmoral Beach
- Edwards Beach
- Hunters Bay
- Rocky Point
- Cobblers Beach
- Obelisk Bay
- Chinamans Beach
- Wyargine Point
- Shell Cove
- Parriwi Head
- Pearl Bay
- Chowder Head
- Chowder Bay
- Georges Head
- Bradleys Head
- Taylors Bay
- Athol Bay
- Little Sirius Cove
- Mosman Bay
- Long Bay
- Quakers
- Hat Bay

### Murray kistérség települései
Murray kistérség Riverina régióban fekszik.
- Mathoura, kistérségi székhely
- Moama

### Murrumbidgee kistérség települései
Murrumbidgee kistérség Riverina régióban fekszik.
- Coleambally
- Darlington Point, kistérségi székhely
- Waddi

### Muswellbrook kistérség települései
Muswellbrook kistérség Hunter régióban fekszik.
- Baerami
- Denman
- Martindale
- McCullys Gap
- Muscle Creek
- Muswellbrook, kistérségi székhely
- Sandy Hollow
- Widden
- Wybong

### Nambucca kistérség települései
Nambucca kistérség Mid North Coast régióban fekszik.
- Allgomerra
- Bowraville
- Bulingary
- Burrapine
- Cedar Butt
- Eungai Creek
- Eungai Rail
- Gumma
- Hyland Park
- Ketelghay
- Macksville, kistérségi székhely
- Medlow
- Missabotti
- Nambucca Heads
- Newee Creek
- Scotts Head
- Talarm
- Tamban
- Taylors Arm
- Tewinga
- Thumb Creek
- Utungun
- Valla
- Valla Beach
- Warrell Creek
- Wirrimbi
- Yarranbella

### Narrabri kistérség települései
Narrabri kistérség North West Slopes régióban fekszik.
- Narrabri, kistérségi székhely
- Baan Baa
- Bellata
- Boggabri
- Edgeroi
- Gwabegar
- Pilliga
- Wee Waa

### Narrandera kistérség települései
Narrandera kistérség Riveria régióban fekszik.
- Barellan
- Binya
- Grong Grong
- Narrandera, kistérségi székhely

### Narromine kistérség települései
Narromine kistérség Orana régióban fekszik.
- Narromine, kistérségi székhely
- Tomingley
- Trangie

### Newcastle városa
Newcastle városa Hunter régióban található.
- Newcastle

### North Sydey kistérség települései
North Sydney kistérség Metropolitan Sydney régióban fekszik.
- Cammeray
- Cremorne
- Cremorne Point
- Crows Nest
- Kirribilli
- Kurraba Point
- Lavender Bay
- McMahons Point
- Milsons Point
- Neutral Bay
- North Sydney, kistérségi székhely
- St Leonards
- Waverton
- Wollstonecraft

North Sydney kistérség települései:
- Berrys Bay
- Cremorne Junction
- Cremorne North
- HMAS Platypus
- HMAS Waterhen
- Mater Misericordiae Hospital
- Neutral Bay Junction
- North Sydney Shoppingworld

### Oberon kistérség települései
Oberon kistérség Central West régióban fekszik.
- Black Springs
- Edith
- Oberon, kistérségi székhely
- O'Conell
- Shooters Hill

### Orange városa
Orange városa Central West régióban található.
- Lucknow
- March
- Orange, kistérségi székhely
- Shadforth
- Spring Hill

### Parkes kistérség települései
Parkes kistérség Central West régióban fekszik.
- Alectown
- Bogan Gate
- Parkes, kistérségi székhely
- Peak Hill
- Trundle
- Tullamore

### Parramatta városa
Parramatta városa Metropolitan Sydney régióban fekszik.
- Baulkham Hills (shared with The Hills Shire)
- Camellia
- Carlingford (shared with Hornsby Shire and The Hills Shire)
- Clyde
- Constitution Hill
- Dundas
- Dundas Valley
- Eastwood (shared with Hornsby Shire and City of Ryde)
- Epping (shared with Hornsby Shire and City of Ryde)
- Ermington
- Granville (shared with City of Holroyd)
- Guildford East, east of the railway line only (the rest is shared with City of Bankstown, City of Fairfield and City of Holroyd)
- Harris Park (shared with City of Holroyd)
- Kingsdene
- Merrylands, east of the railway line only ((shared with City of Holroyd)
- North Parramatta (shared with The Hills Shire)
- Northmead (shared with The Hills Shire)
- Oatlands (shared with The Hills Shire)
- Old Toongabbie
- Parramatta ((shared with City of Holroyd), kistérségi székhely
- Pendle Hill ((shared with City of Holroyd)
- Rosehill
- Rydalmere
- Sefton (shared with City of Bankstown)
- South Granville
- Telopea
- Toongabbie, north-east of the railway line only (shared with City of Blacktown and City of Holroyd)
- Winston Hills
- Wentworthville, north of the railway line only ((shared with City of Holroyd)
- Westmead, north of the railway line only ((shared with City of Holroyd)

### Pelarang kistérség települései
Pelarang kistérség Southern Tablelands régióban fekszik.
- Araluen
- Boro
- Bungendore, kistérségi székhely
- Burra
- Braidwood
- Bywong
- Captains Flat
- Carwoola
- Hoskinstown
- Majors Creek
- Mongarlowe
- Nerriga
- Rossi
- Sutton
- Wamboin

### Penrith városa
Penrith városa Metropolitan Sydney régióban helyezkedik el.
- Agnes Banks (shared with Hawkesbury)
- Badgerys Creek (shared with Liverpool)
- Berkshire Park
- Cambridge Gardens
- Cambridge Park
- Castlereagh
- Claremont Meadows
- Colyton
- Cranebrook
- Emu Heights
- Emu Plains
- Erskine Park
- Glenmore Park
- Jordan Springs (currently under construction)
- Jamisontown
- Kemps Creek (shared with Liverpool)
- Kingswood
- Kingswood Park
- Leonah
- Llandilo
- Londonderry
- Luddenham (shared with Liverpool)
- Mount Vernon
- Mulgoo
- North St Marys
- Orchard Hills
- Oxley Park
- Penrith, kistérségi székhely
- Regentville
- St Clair
- St Marys
- South Penrith
- Wallacia shared with Liverpool and Wollondilly)
- Werrington
- Werrington County
- Werrington Downs

### Pittwater kistérség települései
Pittwater kistérség Metropolitan Sydney régióban található.
- Avalon
- Avalon Beach
- Avalon North
- Careel Bay
- Bayview
- Bilgola
- Bilgola Beach
- Bilgola Plateau
- Church Point
- Clareville
- Clareville Beach
- Coasters Retreat
- Currawong Beach
- Elvina Bay
- Elanora Heights
- Foleys Hill
- Great Mackerel Beach
- Ingleside Ingleside Heights
- Loquat Valley
- Tumbledown Dick
- Lovett Bay
- McCarrs Creek
- Mona Vale, kistérségi székhely
- Turimetta
- Newport
- Bungan Beach
- Bungan Head
- Salt Pan Cove
- Newport Beach
- North Narrabeen
- Palm Beach
- Paradise Beach
- Barrenjoey
- Sand Point
- Careel Head
- Scotland Island
- Stokes Point
- Taylors Point
- The Basin
- Towlers Bay
- Warriewood South Warriewood
- Warriewood Beach
- Whale Beach

### Port Macquarie-Hastings kistérség települései
Port Macquarie-Hastings kistérség Mid North Coast régióban fekszik.
- Port Macquarie, kistérségi székhely
- Blackmans Point
- Fernbank Creek
- North Shore
- Riverside

Egyéb városok:
- Wauchope (5,503)
- Lake Cathie-Bonny Hills (5,276)
- Kendall (756)
- Beechwood (451)
- Telegraph Point (134)
- Camden Head
- Dicks Hill
- Dunbogan
- Grants Beach
- Kew
- Lakewood
- Laurieton
- North Haven
- West Haven
- Bagnoo
- Ballengarra
- Batar
- Bellangry
- Byabarra
- Comboyne
- Cooperabung
- Debenham
- Ellenborough
- Frazers Creek
- Gum Scrub
- Hacks Ferry
- Herons Creek
- Hibbard
- Huntingdon
- Innes View
- Kindee
- Lake Innes
- Logans Crossing
- Long Flat
- Lorne
- Mortons Creek
- Mount Seaview
- Pappinbarra
- Pembrooke
- Rawdon Island
- Rollands Plains
- Rossglen
- Sancrox
- The Hatch
- Thrumster
- Toms Creek
- Upper Rollands Plains
- Yarras

### Port Stephens kistérség települései
Port Stephens kistérség Hunter és Mid North Cost régiók területén fekszik.
- Raymond Terrace, kistérségi székhely
- Heatherbrae
- Port Stephens
- Anna Bay
- Boat Harbour
- Corlette
- Fingal Bay
- Fishermans Bay
- Karuah
- Lemon Tree Passage
- Mallabula
- Nelson Bay
- One Mile
- Oyster Cove
- Salamander Bay
- Shoal Bay
- Soldiers Point
- Swan Bay
- Tanilba Bay
- Taylors Beach
- Balickera
- Butterwick
- Duns Creek
- Eagleton
- East Seaham
- Glen Oak
- Hinton
- Nelsons Plains
- Osterley
- Seaham
- Wallalong
- Woodville
- Brandy Hill
- Bobs Farm
- Fern Bay
- Fullerton Cove
- Salt Ash
- Tomago
- Williamtown

### Randwick városa
Randwick városa Metropolitan Sydney régióban fekszik.
- Centennial Park
- Chifley
- Clovelly
- Coogee
- Hillsdale
- Kensinton
- Kingsford
- La Perouse
- Little Bay
- Malabar
- Maroubra
- Maroubra Junction
- Matraville
- Phillip Bay
- Port Botany
- Randwick, kistérségi székhely
- South Coogee
- University of New South Wales

### Richmond Valley kistérség települései
Richmond Valley kistérség Northern Rivers régióban fekszik.
- Casino, kistérségi székhely
- Backmede
- Boorabee Park
- Bora Ridge
- Bungawalbin
- Busbys Flat
- Camira Creek
- Clearfield
- Clovass
- Codrington
- Coombell
- Coraki
- Dobies Bight
- Dyraaba
- Ellangowan
- Evans Head
- Fairy Hill
- Greenridge
- Hogarth Range
- Irvington
- Leeville
- Myrtle Creek
- Naughtons Gap
- New Italy
- Piora
- Rappville
- Rileys Hill
- Shannon Brook
- Spring Grove
- Stratheden
- Tatham
- Tomki
- Upper Mongogarie
- Whiporie
- Woodburn
- Woodview
- Wyan
- Yorklea

### Rockdale városa
Rockdale városa Metropolitan Sydney régióban fekszik.
- Arncliffe
- Banksia
- Bardwell Park
- Bardwell Valley
- Bexley
- Bexley North
- Brighton-Le-Sands
- Carlton
- Dolls Point
- Kingsgrove
- Kogarah
- Kyeemagh
- Monterey
- Ramsgate
- Ramsgate Beach
- Rockdale, székhely
- Sandringham
- Sans Souci
- Sydney Airport
- Turrella
- Wolli Creek

Települések Rockdale városának közigazgatási területén:
- Bardwell Creek
- Cooks Cove
- Lady Robinson Beach
- Muddy Creek
- Rocky Point
- Sandringham Bay
- St Kilda Point

### Shellharbour városa
Shellharbour városa Illawarra régióban fekszik.
- Shellharbour

### Shoalhaven kistérség települései
Shoalhaven kistérség Illawarra-South Coast régióban fekszik.
- Nowra, kistérségi székhely
- Bomaderry
- Berry
- Kangaroo Valley
- Shoalhaven Heads
- Jaspers Brush
- Huskisson
- Vincentia
- Greenwell Point
- Culburra Beach
- Currarong
- Callala Beach
- Callala Bay
- Orient Point
- Hyams Beach
- Sanctuary Point
- St Georges Basin
- Basin View
- Falls Creek
- Tomerong
- Wandandian
- Bream Beach
- Wrights Beach
- Sussex Inlet
- Berrara
- Cudmirrah
- Bendalong
- Cunjurong
- Manyana
- Lake Conjola
- Ulladulla
- Milton
- Mollymook
- Burrill Lake
- Tabourie Lake
- Termeil
- Bawley Point
- Kioloa

### Singleton kistérség települései
Singleton kistérség Hunter régióban fekszik.
- Belford
- Branxton
- Broke
- Bulga
- Camberwell
- Carrowbrook
- Elderslie
- Howes Valley
- Jerry Plains
- Mirranie
- Mount Olive
- Putty
- Ravensworth
- Singleton, kistérségi székhely
- Warkworth

### Snowy River kistérség települései
Snowy River kistérség Monaro régióban fekszik.
- Adaminaby
- Anglers Reach
- Berridale, kistérségi székhely
- Blue Cow
- Dalgety
- Guthega
- jindbayne
- Kiandra
- Perisher
- Smiggin Holes
- Thredbo

### Strathfield kistérség települései
Strathfield kistérség Metropolitan Sydney régióban fekszik.
- Strahfield, kistérségi székhely
- Strathfield South
- Homebush
- Homebush West
- Greenacre
- Flemington
- Enfield
- Belfield

### Sutherland kistérség települései
Sutherland kistérség Metropolitan Sydney régióban fekszik.
- Alfords Point
- Bangor
- Barden Ridge
- Bonnet Bay
- Bundeena
- Burraneer
- Caringbah
- Caringbah South
- Como
- Cronulla
- Dolans Bay
- Engadine
- Grays Point
- Gymea
- Gymea Bay
- Heathcote
- Illawong
- Jannali
- Kangaroo Point
- Kareela
- Kirrawee
- Kurnell
- Lilli Pilli
- Loftus
- Lucas Heights
- Maianbar
- Menai
- Miranda
- Oyster Bay
- Port Hacking
- Sandy Point
- Sutherland, kistérségi székhely
- Sylvania
- Sylvania Waters
- Taren Point
- Waterfall
- Woolooware
- Woronora
- Woronora Heights
- Yarrawarrah
- Yowie Bay

Települések:
- Audley
- Caravan Head
- Como West
- Cronulla Beach
- Elouera
- Garie Beach
- Gundamaian
- North Cronulla
- North Engadine
- Royal National Park
- Shelly Beach
- Sylvania Heights
- Wanda
- Warumbul

### Tamworth kistérség települései
Tamworth kistérség New England régióban fekszik.
Tamworth, kistérségi székhely
- Attunga
- Barraba
- Bendemeer
- Dungowan
- Duri
- Kootingal
- Limbri
- Manilla
- Moonbi
- Niangala
- Nundle
- Somerton
- Upper Manilla
- Woolbrook

Külvárosok:
- Calala
- Coledale
- Daruka Estate
- East Tamworth
- Forest Hills
- Hillvue
- Kingswood
- Nemingha
- North Tamworth
- Oxley Vale
- South Tamworth
- Taminda
- Tamworth Central Business District
- Westdale
- West Tamworth

### Temora kistérség települései
Temora kistérség Riverina régióban fekszik.
- Ariah Park
- Gidginbung
- Narraburra
- Sebastapol
- Springdale
- Temora, kistérségi székhely
- Wallundry

### Tenterfield kistérség települései
Tenterfield kistérség New England régióban fekszik.
- Bolivia
- Drake
- Jennings
- Legume
- Liston
- Mingoola
- Sandy Flat
- Stannum
- Tenterfield, kistérségi székhely
- Torrington
- Urbenville

### The Hills kistérség települései
The Hills kistérség Metropolitan Sydney régióban fekszik.
- Annangrove (North Ward)
- Baulkham Hills (West Ward/Central Ward/East Ward)
- Beaumont Hills (North Ward)
- Bella Vista (West Ward)
- Box Hill (North Ward)
- Carlingford (East Ward)
- Castle Hill (Central Ward/West Ward), kistérségi székhely
- Cattai (North Ward)
- Cherrybrook (North Ward)
- Dural (North Ward)
- Glenhaven (North Ward/Central Ward)
- Glenorie (North Ward)
- Kellyville (North Ward/West Ward)
- Kenthurst (North Ward)
- Leets Vale (North Ward)
- Lower Portland (North Ward)
- Maraylya (North Ward)
- Maroota (North Ward)
- Middle Dural (North Ward)
- Nelson (North Ward)
- Northmead (East Ward)
- North Parramatta (East Ward)
- North Rocks (East Ward)
- Oatlands (East Ward)
- Rouse Hill (North Ward)
- Sackville North (North Ward)
- South Maroota (North Ward)
- West Pennant Hills (East Ward/Central Ward)
- Wisemans Ferry (North Ward)

### Tumbarumba kistérség települései
Tumbarumba kistérség Riverina régióban fekszik.
- Jingellic
- Khancoban
- Rosewood
- Tooma
- Tumbarumba, kistérségi székhely

### Tumut kistérség települései
Tumut kistérség South West Slopes régióban fekszik.
- Tumut, kistérségi székhely
- Gilmore
- Adelong
- Grahamstown
- Gocup
- Brungle
- Talbingo
- Wondalga
- Batlow
- Killimicat
- Cabramurra

### Tweed kistérség települései
Tweed kistérség Northern Rivers régióban fekszik.
- Murwilumbah, kistérségi székhely
- Tweed Heads
- Banora Point
- Bilambil
- Bilambil Heights
- Chinderah
- Fingal Head
- Piggabeen
- Terranora
- Tweed Heads South
- Tweed Heads West
- Tweed Coast Bogangar
- Cabarita Beach
- Casuarina
- Cudgen
- Duranbah
- Hastings Point
- Kingscliff
- Pottsville
- Round Mountain
- Tanglewood
- Wooyung
- Murwillumbah
- Bray Park
- Byangum
- Fernvale
- South Murwillumbah
- Towns Burringbar
- Chillingham
- Condong
- Kunghur
- Tomewin
- Tumbulgum
- Tyalgum
- Uki
- Brays Creek
- Bungalora
- Carool
- Clothiers Creek
- Cobaki
- Cobaki Lakes
- Crystal Creek
- Cudgera Creek
- Doon Doon
- Dum Dum
- Dunbible
- Dungay
- Duroby
- Eungella
- Glengarrie
- Kielvale
- Kings Forest
- Kynnumboon
- Limpinwood
- Midginbil
- Mooball
- Mount Burrell
- Mount Warning
- Nobbys Creek
- North Arm
- Numinbah
- Pumpenbil
- Reserve Creek
- Stokers Siding
- Stotts Creek
- Terragon
- Tygalgah
- Upper Burringbar
- Upper Crystal Creek
- Upper Duroby
- Urliup

### Unincorporated Far West térség települései
Unincorporated Far West térség Far West régióban fekszik. Hivatalosan a térség egyetlen közigazgatási egységnek(angolul: local government area) sem része. Bár területe körbeöleli Broken Hill városát, ám az mégsem képezi részét, hanem önálló városként van nyilvántartva.
- Milparinka
- Silverton
- Tibooburra

### Upper Hunter kistérség települései
Upper Hunter kistérség Hunter régióban fekszik.
- Aberdeen
- Blandford
- Bunnan
- Cassilis
- Ellerston
- Gundy
- Merriwa
- Moonan Flat
- Murrundi
- Scone, kistérségi székhely
- Wingen

### Upper Lachlan kistérség települései
Upper Lachlan kistérség Southern Tablelands régióban fekszik.
- Bannaby
- Bigga
- Binda
- Breadalbane
- Crookwell, kistérségi székhely
- Cullerin
- Dalton
- Gunning
- Laggan
- Taralga
- Tuena

### Uralla kistérség települései
Uralla kistérség New England régióban fekszik.
- Bundarra
- Kentucky
- Kingstown
- Uralla, kistérségi székhely
- Wollun
- Yarrowick

### Urana kistérség települései
Urana kistérség Riverina régióban fekszik.
- Boree Creek
- Morundah
- Oaklands
- Rand
- Urana, kistérségi székhely

### Wagga Wagga kistérség települései
Wagga Wagga kistérség Riverina régióban fekszik.
- Ashmont
- Bomen
- Bourkelands
- Boorooma
- Cartwrights Hill
- East Wagga Wagga
- Estella
- Forest Hill
- Glenfield Park
- Gumly Gumly
- Kapooka
- Kooringal
- Lake Albert
- Lloyd
- Mount Austin
- North Wagga Wagga
- San Isidore
- Tatton
- Tolland
- Turvey Park
- Wagga Wagga, kistérségi székhely
- Tarcutta
- Ladysmith
- Mangoplah
- Uranquinty
- Collingullie

### Wakool kistérség települései
Wakool kistérség Riverina régióban fekszik.
- Barham
- Koraleigh
- Moulamein, kistérségi székhely
- Tooleybuc
- Wakool

### Walcha kistérség települései
Walcha kistérség New England régióban fekszik.
- Brackendale
- Ningala
- Nowendoc
- Tia
- Walcha, kistérségi székhely
- Walcha Road
- Woolbrook
- Yarrowitch

### Walgett kistérség települései
Walgett kistérség Orana régióban fekszik.
- Burren Junction
- Carinda
- Collarenebri
- Cryon
- Cumborah
- Glengarry
- Lightning Ridge
- Pilliga
- Pokataroo
- Rowena
- Walgett, kistérségi székhely

### Warren kistérség települései
Warren kistérség Orana régióban fekszik.
- Nevertire
- Warren, kistérségi székhely

### Warringah kistérség települései
Warringah kistérség Metropolitan Sydney régióban fekszik.
- Allambie Heights
- Beacon Hill
- Belrose
- Brookvale
- Collaroy
- Collaroy Plateau
- Cottage Point
- Cromer
- Curl Curl
- Davidson
- Dee Why, kistérségi székhely
- Duffys Forest
- Forestville
- Frenchs Forest
- Freshwater
- Ingleside
- Killarney Heights
- Manly Vale
- Narrabeen
- Narraweena
- North Balgowlah
- North Curl Curl
- North Manly
- Oxford Falls
- Queenscliff
- Terrey Hills
- Wheeler Heights

### Warrumbungle kistérség települései
Warrumbungle kistérség Orana régióban fekszik.
- Baradine
- Binnaway
- Coolah
- Coonabarabran, kistérségi székhely
- Dunedoo
- Mendooran

### Weddin kistérség települései
Weddin kistérség Central West régióban fekszik.
- Grenfell, kistérségi székhely

### Wellington kistérség települései
Wellington kistérség Orana régióban fekszik.
- Dripstone
- Euchareena
- Geurie
- Maryvale
- Mumbil
- North Yeoval
- Stuart Town
- Wellington, kistérségi székhely

### Wentworth kistérség települései
Wentworth kistérség Far West régióban fekszik.
- Buronga
- Dareton
- Gol Gol
- Pooncarie
- Wentworth, kistérségi székhely

### Willoughby városa
Willoughby városa Metropolitan Sydney régióban fekszik.
Sydney külvárosai:
- Artarmon
- Castle Cove
- Castlecrag
- Chatswood
- Chatswood West
- Middle Cove
- Naremburn
- Northbridge
- Roseville
- Willoughby, székhely
- Willoughby East

### Wingecarribee kistérség települései
Wingecarribee kistérség Southern Highlands, Capital Country, Illawarra régióban fekszik.
- Mittagong
- Bowral
- Moss Vale, kistérségi székhely
- Robertson
- Bundanoon

Falvak:
- Balmoral Village
- Hill Top
- Colo Vale
- Yerrinbool
- Burrawang
- Burradoo
- Berrima
- Sutton Forest
- Avoca
- Exeter
- Wingello
- Welby
- Penrose

### Wollondilly kistérség települései
Wollondilly kistérség Macarthur régióban fekszik.
- Picton, kistérségi székhely
- Theresa Park
- Tahmoor
- Bargo
- Yanderra
- Pheasants Nest
- Thirlmere
- Buxton
- Wilton
- Appin
- Douglas Park
- Menangle
- Cawdor*
- Lakesland
- The Oaks
- Oakdale
- Warragamba
- Silverdale
- Werombi
- Yerranderie (jelenleg szellemváros)

### Wollongong városa
Wollongong városa Illawarra régióban fekszik.
- Haywards Bay
- Helensbourg
- Illawarra
- Lake Illawarra
- Macquarie Rivulet
- Windang
- Wollongong, kistérségi székhely
- Yallah

### Woolahra kistérség települései
Woolahra kistérség Metropolitan Sydney régióban fekszik.
Sydney külvárosai:
- Bellevue Hill
- Darling Point
- Double Bay, kistérségi székhely
- Edgecliff
- Paddington
- Point Piper
- Rose Bay
- Vaucluse
- Watsons Bay
- Woollahra

### Wyong kistérség települései
Wyong kistérség Central Coast régióban fekszik.
- Wyong, kistérségi székhely
- Bateau Bay
- Berkeley Vale
- Blue Bay
- Budgewoi
- Budgewoi Peninsula
- Buff Point
- Canton Beach
- Chain Valley Bay
- Charmhaven
- Chittaway Bay
- Chittaway Point
- Colongra
- Doyalson
- Fountaindale
- Glenning Valley
- Gorokan
- Gwandalan
- Halekulani
- Hamlyn Terrace
- Kangy Angy
- Kanwal
- Killarney Vale
- Lake Haven
- Lake Munmorah
- Little Jilliby
- Long Jetty
- Magenta
- Mannering Park
- Mardi
- Norah Head
- Noraville
- Ourimbah
- Rocky Point
- San Remo
- Shelly Beach
- Summerland Point
- Tacoma
- Tacoma South
- The Entrance
- The Entrance North
- Toowoon Bay
- Toukley
- Tuggerah
- Tuggerawong
- Tumbi Umbi
- Wadalba
- Wallarah
- Warnervale
- Watanobbi
- Woongarrah
- Wyong
- Wyongah

Nyugati terület:
- Alison
- Cedar Brush
- Dooralong
- Jilliby
- Kulnura
- Lemon Tree
- Palmdale
- Ravensdale
- Wyong Creek
- Yarramalong

### Yass Valley kistérség települései
Yass Valley kistérség Southern Tablelands régióban fekszik.
- Binalong
- Bookham
- Bowning
- Brindabella
- Gundaroo
- Murrumbateman
- Sutton
- Yass, kistérségi székhely
- Wee Jasper

### Young kistérség települései
Young kistérség South West Slopes régióban fekszik.
- Bendick Murrell
- Bribbaree
- Maimuru
- Milvale
- Monteagle
- Murringo
- Young, kistérségi székhely

## Táblázatok
| Új-Dél-Wales régiói       | Regiónális székhelyek | Régió területe(km²) | Régió népessége(fő) | Régió népsűrűsége(fő/km²) |
| ------------------------- | --------------------- | ------------------- | ------------------- | ------------------------- |
| Blue Mountains régió      | -                     | 11 400              | 162 000             | 14,21                     |
| Central Coast régió       | -                     | 2167                | 297 956             | 168,6                     |
| Central West régió        | -                     | -                   | 175 451             | -                         |
| Far West régió            | -                     | -                   | -                   | -                         |
| Hunter régió              | -                     | -                   | 645 395             | -                         |
| Illawarra régió           | -                     | -                   | 300 000             | -                         |
| MacArthur régió           | -                     | 3067                | 233 065             | 75,99                     |
| Metropolitan Sydney régió | -                     | -                   | -                   | -                         |
| Mid North Coast régió     | -                     | -                   | 297 000             | -                         |
| Monaro régió              | -                     | -                   | -                   | -                         |
| New England régió         | -                     | -                   | 202 160             | -                         |
| Northern Rivers régió     | -                     | 20 732,6            | 296 667             | 14,31                     |
| North West Slopes         | -                     | -                   | -                   | -                         |
| Orana régió               | -                     | 199 078             | 120 000             | 0,6                       |
| Riverina régió            | -                     | -                   | 255 881             | -                         |
| Southern Tablelands régió | -                     | -                   | -                   | -                         |
| South West Slopes régió   | -                     | -                   | -                   | -                         |